# Brodské
Brodské (allemand : Protzka , hongrois : Broczkó) est un village de Slovaquie situé dans la région de Trnava.

## Histoire
Première mention écrite du village en 1317.

## Démographie

### Évolution de la population
| Année:               | 1994. | 2004.   | 2014.   | 2024.   |
| -------------------- | ----- | ------- | ------- | ------- |
| Nombre de personnes: | 2400  | 2374    | 2322    | 2248    |
| Différence:          |       | -1,08 % | -2,19 % | -3,18 % |

| Année:               | 2023. | 2024.   |
| -------------------- | ----- | ------- |
| Nombre de personnes: | 2257  | 2248    |
| Différence:          |       | -0,39 % |